# Radieschenschneider
Radieschenschneider sind Küchengeräte, mit denen Radieschen mehrfach eingeschnitten werden. Sie erinnern dadurch an eine Blüte und werden zum dekorativen Garnieren von Tellern, Buffets u. ä. verwendet.
Die Konstruktion entspricht weitgehend den Handentsteinern für Steinfrüchte wie Kirschen: An einer Art Zange befindet sich am unteren Schenkel eine Schale zur Aufnahme eines Radieschens, am oberen eine sternförmige Klinge mit zylindrischem Zentrum, die beim Zusammendrücken der Schenkel das Radieschen weitgehend, aber nicht ganz in einen Kern und umgebende Segmente zerschneidet. Durch Einlegen der so vorbereiteten Radieschen in Eiswasser biegen sich die Segmente nach außen und bilden eine blütenähnliche Form.
Siehe auch: Spiralschneider